# Astraea (mythologie)

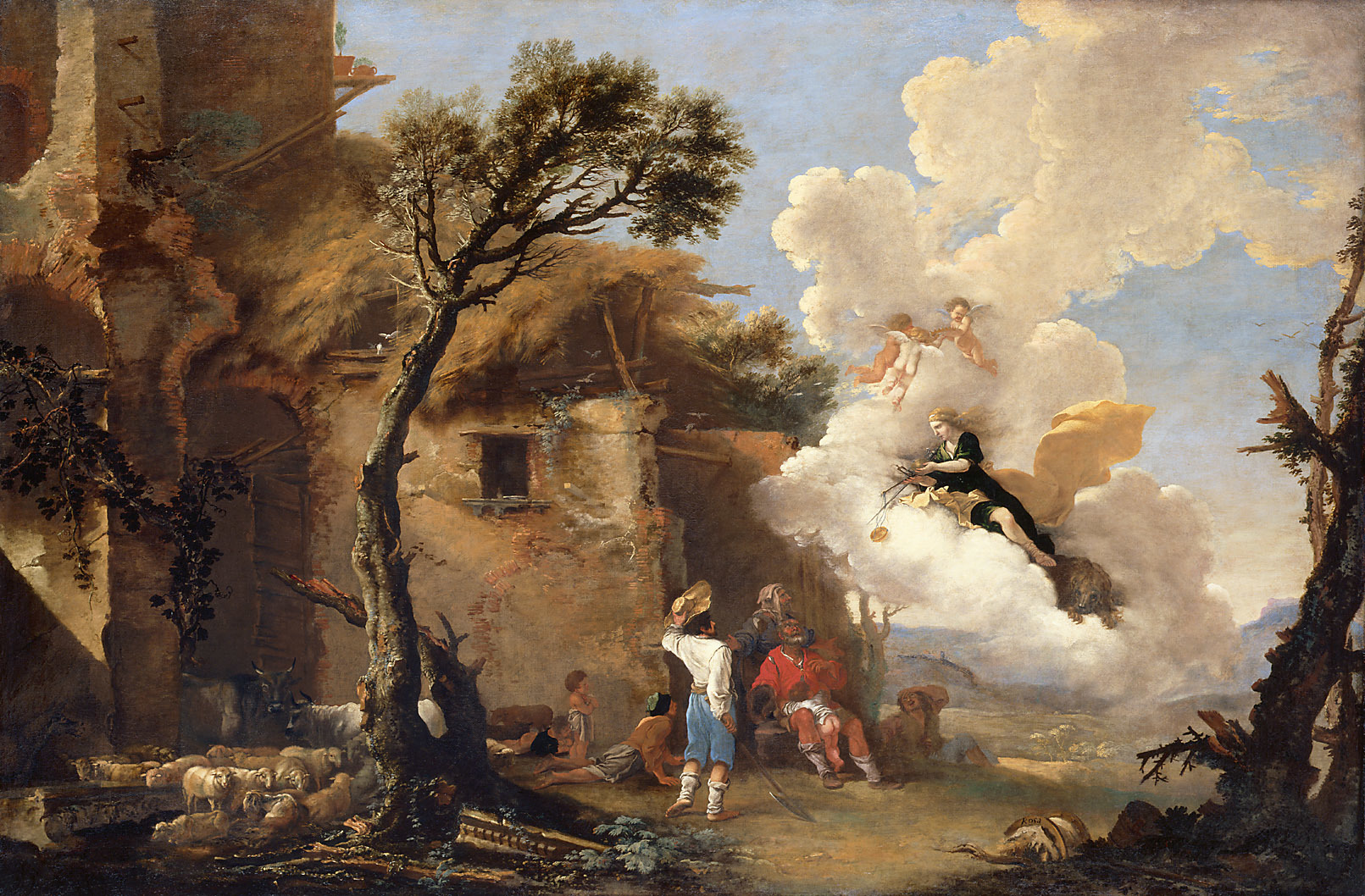
Astraea neemt afscheid van de herders. Werk van Salvatore Rosa.

Astraea, Astraia of Astrea is een figuur uit de Griekse mythologie. Ze is volgens veel verhalen de dochter van Zeus en Themis, maar andere verhalen noemen haar de dochter van Eos en Astraeus.  Zij en haar moeder Themis waren allebei personificaties van rechtvaardigheid.
Astraea was de laatste van de onsterfelijke goden die onder de mensen leefde tijdens het IJzeren tijdperk, het laatste tijdperk voor de desintegratie van het utopische Gouden tijdperk. Ze vluchtte uiteindelijk voor de wreedheid van de mensheid en vestigde zich in de hemel. Volgens de legende is zij het sterrenbeeld Maagd. De schaal van rechtvaardigheid, die ze altijd bij zich droeg, zou zich naast haar hebben gevestigd als het sterrenbeeld Weegschaal.
Astraea staat afgebeeld als symbool op de tarotkaart Rechtvaardigheid. Shakespeare refereert aan haar in Titus Andronicus en in Henry VI, Part 1.